# Brachypogon havelkai
Brachypogon havelkai är en tvåvingeart som beskrevs av Eileen D. Grogan och Meillon 1994. Brachypogon havelkai ingår i släktet Brachypogon och familjen svidknott.
Artens utbredningsområde är Centralafrikanska republiken. Inga underarter finns listade i Catalogue of Life.